# Pattinaggio di figura ai XXII Giochi olimpici invernali - Danza su ghiaccio
Le gare di Danza su ghiaccio ai XXII Giochi olimpici invernali si sono svolte il 16 (programma corto) e il 17 febbraio 2014 (programma libero) all'Iceberg skating palace, a Soči.
La medaglia d'oro è stata vinta dalla coppia statunitense Meryl Davis e Charlie White, seguiti dai canadesi Tessa Virtue e Scott Moir, medaglia d'argento e dai russi Elena Il'inych e Nikita Kacalapov, medaglia di bronzo.

## Risultati

### Programma corto
| Pos.                                    | Atleta                                | Nazione       | TSS   | TES   | PCS   | SS   | TR   | PE   | CH   | IN   | Ded   | StN |
| --------------------------------------- | ------------------------------------- | ------------- | ----- | ----- | ----- | ---- | ---- | ---- | ---- | ---- | ----- | --- |
| 1                                       | Meryl Davis / Charlie White           | Stati Uniti   | 78,89 | 39,72 | 39,17 | 9,68 | 9,57 | 9,93 | 9,86 | 9,89 | 0,00  | 24  |
| 2                                       | Tessa Virtue / Scott Moir             | Canada        | 76,33 | 37,64 | 38,69 | 9,54 | 9,43 | 9,82 | 9,71 | 9,82 | 0,00  | 18  |
| 3                                       | Elena Il'inych / Nikita Kacalapov     | Russia        | 73,04 | 36,36 | 36,68 | 9,18 | 8,89 | 9,25 | 9,29 | 9,21 | 0,00  | 20  |
| 4                                       | Nathalie Péchalat / Fabian Bourzat    | Francia       | 72,78 | 36,43 | 36,35 | 9,04 | 8,82 | 9,18 | 9,18 | 9,18 | 0,00  | 22  |
| 5                                       | Ekaterina Bobrova / Dmitrij Solov'ëv  | Russia        | 69,97 | 33,58 | 36,39 | 8,96 | 8,75 | 9,29 | 9,18 | 9,25 | 0,00  | 19  |
| 6                                       | Anna Cappellini / Luca Lanotte        | Italia        | 67,58 | 32,85 | 34,73 | 8,68 | 8,46 | 8,75 | 8,79 | 8,71 | 0,00  | 16  |
| 7                                       | Kaitlyn Weaver / Andrew Poje          | Canada        | 65,93 | 31,93 | 35,00 | 8,71 | 8,50 | 8,79 | 8,89 | 8,82 | −1,00 | 23  |
| 8                                       | Madison Chock / Evan Bates            | Stati Uniti   | 65,46 | 32,78 | 32,68 | 8,14 | 8,00 | 8,25 | 8,18 | 8,25 | 0,00  | 15  |
| 9                                       | Maia Shibutani / Alex Shibutani       | Stati Uniti   | 64,47 | 33,36 | 31,11 | 7,93 | 7,54 | 7,86 | 7,75 | 7,79 | 0,00  | 14  |
| 10                                      | Nelli Žiganšina / Alexander Gazsi     | Germania      | 60,91 | 30,64 | 30,27 | 7,57 | 7,21 | 7,79 | 7,71 | 7,54 | 0,00  | 17  |
| 11                                      | Penny Coomes / Nicholas Buckland      | Gran Bretagna | 59,33 | 30,08 | 30,25 | 7,61 | 7,39 | 7,61 | 7,75 | 7,46 | −1,00 | 21  |
| 12                                      | Sara Hurtado / Adrià Díaz             | Spagna        | 58,58 | 31,78 | 26,80 | 6,61 | 6,43 | 6,82 | 6,86 | 6,75 | 0,00  | 10  |
| 13                                      | Pernelle Carron / Lloyd Jones         | Francia       | 58,25 | 30,50 | 27,75 | 6,93 | 6,75 | 7,04 | 7,11 | 6,86 | 0,00  | 2   |
| 14                                      | Julija Zlobina / Aleksej Sitnikov     | Azerbaigian   | 58,15 | 28,79 | 29,36 | 7,32 | 7,25 | 7,43 | 7,32 | 7,36 | 0,00  | 13  |
| 15                                      | Charlène Guignard / Marco Fabbri      | Italia        | 58,14 | 30,00 | 28,14 | 7,11 | 6,82 | 7,07 | 7,07 | 7,07 | 0,00  | 5   |
| 16                                      | Viktorija Sinicina / Ruslan Žiganšin  | Russia        | 58,01 | 30,43 | 27,58 | 6,89 | 6,61 | 6,93 | 7,04 | 6,96 | 0,00  | 3   |
| 17                                      | Isabella Tobias / Deividas Stagniūnas | Lituania      | 56,40 | 27,79 | 28,61 | 7,14 | 6,89 | 7,25 | 7,32 | 7,14 | 0,00  | 11  |
| 18                                      | Alexandra Paul / Mitchell Islam       | Canada        | 55,91 | 27,50 | 28,41 | 7,04 | 6,82 | 7,18 | 7,21 | 7,21 | 0,00  | 12  |
| 19                                      | Tanja Kolbe / Stefano Caruso          | Germania      | 54,43 | 28,22 | 26,21 | 6,54 | 6,29 | 6,57 | 6,71 | 6,61 | 0,00  | 4   |
| 20                                      | Danielle O'Brien / Gregory Merriman   | Australia     | 52,68 | 28,29 | 24,39 | 6,04 | 5,79 | 6,14 | 6,25 | 6,21 | 0,00  | 8   |
| Non qualificati per il programma libero |                                       |               |       |       |       |      |      |      |      |      |       |     |
| 21                                      | Cathy Reed / Chris Reed               | Giappone      | 52,29 | 26,87 | 25,42 | 6,29 | 6,14 | 6,50 | 6,61 | 6,25 | 0,00  | 1   |
| 22                                      | Alisa Agafonova / Alper Ucar          | Turchia       | 49,84 | 25,14 | 24,70 | 6,21 | 5,96 | 6,32 | 6,29 | 6,11 | 0,00  | 9   |
| 23                                      | Huang Xintong / Zheng Xun             | Cina          | 48,96 | 23,14 | 25,82 | 6,50 | 6,32 | 6,50 | 6,57 | 6,39 | 0,00  | 7   |
| 24                                      | Siobhan Heekin-Canedy / Dmytro Dun'   | Ucraina       | 41,90 | 18,36 | 23,54 | 5,93 | 5,75 | 5,89 | 6,18 | 5,71 | 0,00  | 6   |

### Programma libero
| Pos. | Atleta                                | Nazione       | TSS    | TES   | PCS   | SS   | TR   | PE   | CH    | IN    | Ded   | StN |
| ---- | ------------------------------------- | ------------- | ------ | ----- | ----- | ---- | ---- | ---- | ----- | ----- | ----- | --- |
| 1    | Meryl Davis / Charlie White           | Stati Uniti   | 116,63 | 57,50 | 59,13 | 9,71 | 9,75 | 9,93 | 10,00 | 10,00 | 0,00  | 20  |
| 2    | Tessa Virtue / Scott Moir             | Canada        | 114,66 | 56,22 | 58,44 | 9,64 | 9,57 | 9,89 | 9,89  | 9,86  | 0,00  | 17  |
| 3    | Elena Il'inych / Nikita Kacalapov     | Russia        | 110,44 | 54,14 | 56,30 | 9,32 | 9,14 | 9,61 | 9,54  | 9,50  | 0,00  | 18  |
| 4    | Nathalie Péchalat / Fabian Bourzat    | Francia       | 104,44 | 51,16 | 54,28 | 8,86 | 8,89 | 9,25 | 9,18  | 9,21  | −1,00 | 16  |
| 5    | Kaitlyn Weaver / Andrew Poje          | Canada        | 103,18 | 50,43 | 52,75 | 8,75 | 8,54 | 9,00 | 8,82  | 9,04  | 0,00  | 15  |
| 6    | Ekaterina Bobrova / Dmitrij Solov'ëv  | Russia        | 102,95 | 48,50 | 54,45 | 9,00 | 8,89 | 9,18 | 9,21  | 9,25  | 0,00  | 19  |
| 7    | Anna Cappellini / Luca Lanotte        | Italia        | 101,92 | 49,50 | 52,42 | 8,61 | 8,54 | 8,89 | 8,86  | 8,96  | 0,00  | 13  |
| 8    | Madison Chock / Evan Bates            | Stati Uniti   | 99,18  | 49,01 | 50,17 | 8,36 | 8,14 | 8,54 | 8,39  | 8,54  | 0,00  | 14  |
| 9    | Penny Coomes / Nicholas Buckland      | Gran Bretagna | 91,78  | 44,50 | 47,28 | 7,75 | 7,71 | 7,96 | 8,14  | 8,00  | 0,00  | 6   |
| 10   | Maia Shibutani / Alex Shibutani       | Stati Uniti   | 90,70  | 43,42 | 48,28 | 8,18 | 7,82 | 8,21 | 8,11  | 8,04  | −1,00 | 12  |
| 11   | Julija Zlobina / Aleksej Sitnikov     | Azerbaigian   | 90,48  | 45,23 | 45,25 | 7,61 | 7,36 | 7,54 | 7,75  | 7,57  | 0,00  | 8   |
| 12   | Nelli Žiganšina / Alexander Gazsi     | Germania      | 89,86  | 45,41 | 45,45 | 7,54 | 7,36 | 7,71 | 7,79  | 7,64  | −1,00 | 11  |
| 13   | Sara Hurtado / Adrià Díaz             | Spagna        | 88,39  | 46,13 | 42,26 | 7,00 | 6,82 | 7,18 | 7,25  | 7,14  | 0,00  | 9   |
| 14   | Charlène Guignard / Marco Fabbri      | Italia        | 86,64  | 45,28 | 41,36 | 6,96 | 6,64 | 6,96 | 7,04  | 7,04  | 0,00  | 10  |
| 15   | Pernelle Carron / Lloyd Jones         | Francia       | 84,62  | 41,95 | 42,67 | 7,18 | 6,82 | 7,18 | 7,32  | 7,25  | 0,00  | 7   |
| 16   | Alexandra Paul / Mitchell Islam       | Canada        | 82,79  | 41,98 | 40,81 | 6,86 | 6,64 | 6,86 | 6,93  | 6,82  | 0,00  | 2   |
| 17   | Viktorija Sinicina / Ruslan Žiganšin  | Russia        | 82,65  | 40,90 | 41,75 | 6,96 | 6,86 | 6,86 | 7,11  | 7,07  | 0,00  | 4   |
| 18   | Isabella Tobias / Deividas Stagniūnas | Lituania      | 82,60  | 39,86 | 42,74 | 7,18 | 6,82 | 7,25 | 7,32  | 7,25  | 0,00  | 3   |
| 19   | Tanja Kolbe / Stefano Caruso          | Germania      | 76,13  | 38,71 | 38,42 | 6,39 | 6,18 | 6,50 | 6,57  | 6,54  | −1,00 | 1   |
| 20   | Danielle O'Brien / Gregory Merriman   | Australia     | 75,85  | 39,03 | 36,82 | 6,07 | 5,86 | 6,32 | 6,36  | 6,29  | 0,00  | 5   |

### Classifica finale
| Oro                                     | Meryl Davis / Charlie White           | Stati Uniti   | 195,52 | 78,89 | 116,63 |
| Argento                                 | Tessa Virtue / Scott Moir             | Canada        | 190,99 | 76,33 | 114,66 |
| Bronzo                                  | Elena Il'inych / Nikita Kacalapov     | Russia        | 183,48 | 73,04 | 110,44 |
| 4                                       | Nathalie Péchalat / Fabian Bourzat    | Francia       | 177,22 | 72,78 | 104,44 |
| 5                                       | Ekaterina Bobrova / Dmitrij Solov'ëv  | Russia        | 172,92 | 69,97 | 102,95 |
| 6                                       | Anna Cappellini / Luca Lanotte        | Italia        | 169,50 | 67,58 | 101,92 |
| 7                                       | Kaitlyn Weaver / Andrew Poje          | Canada        | 169,11 | 65,93 | 103,18 |
| 8                                       | Madison Chock / Evan Bates            | Stati Uniti   | 164,64 | 65,46 | 99,18  |
| 9                                       | Maia Shibutani / Alex Shibutani       | Stati Uniti   | 155,17 | 64,47 | 90,70  |
| 10                                      | Penny Coomes / Nicholas Buckland      | Gran Bretagna | 151,11 | 59,33 | 91,78  |
| 11                                      | Nelli Žiganšina / Alexander Gazsi     | Germania      | 150,77 | 60,91 | 89,86  |
| 12                                      | Julija Zlobina / Aleksej Sitnikov     | Azerbaigian   | 148,63 | 58,15 | 90,48  |
| 13                                      | Sara Hurtado / Adrià Díaz             | Spagna        | 146,97 | 58,58 | 88,39  |
| 14                                      | Charlène Guignard / Marco Fabbri      | Italia        | 144,78 | 58,14 | 86,64  |
| 15                                      | Pernelle Carron / Lloyd Jones         | Francia       | 142,87 | 58,25 | 84,62  |
| 16                                      | Viktorija Sinicina / Ruslan Žiganšin  | Russia        | 140,66 | 58,01 | 82,65  |
| 17                                      | Isabella Tobias / Deividas Stagniūnas | Lituania      | 139,00 | 56,40 | 82,60  |
| 18                                      | Alexandra Paul / Mitchell Islam       | Canada        | 138,70 | 55,91 | 82,79  |
| 19                                      | Tanja Kolbe / Stefano Caruso          | Germania      | 130,56 | 54,43 | 76,13  |
| 20                                      | Danielle O'Brien / Gregory Merriman   | Australia     | 128,53 | 52,68 | 75,85  |
| Non qualificati per il programma libero |                                       |               |        |       |        |
| 21                                      | Cathy Reed / Chris Reed               | Giappone      |        | 52,29 |        |
| 22                                      | Alisa Agafonova / Alper Uçar          | Turchia       |        | 49,84 |        |
| 23                                      | Huang Xintong / Zheng Xun             | Cina          |        | 48,96 |        |
| 24                                      | Siobhan Heekin-Canedy / Dmytro Dun'   | Ucraina       |        | 41,90 |        |